# لثوي غاري
| نقطة النطق (مخرج حرف) |
| 1. شفوي - شفتاني - أسناني شفوي 2. شفوي لساني 3. نطعي - بين أسناني - أسناني - لثوي - ارتدادي - لثوي غاري - غاري لثوي 4. خلفي - غاري - طبقي - لهوي 5. حلقي 6. حنجري |

الأصوات اللِّثَوِيَّة الغَارِيَّة هي الصوامت التي تلامس فيها مقدّمة اللسان بين اللثة والغار. مثلا: ش، ژ.
سماها الفراهيدي «الحروف الشجرية»: ج، ش، وفي رأيه (وعصره) ض.

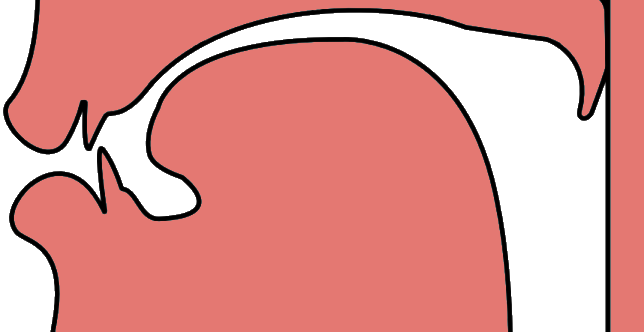
فم ينطق صوت لثوي غاري